# Zanthoxylum wutaiense
Zanthoxylum wutaiense là một loài thực vật có hoa trong họ Cửu lý hương. Loài này được I.S.Chen miêu tả khoa học đầu tiên năm 1972.